# ЗИС-6
ЗИС-6 — советский трехосный (6 × 4) 4-тонный грузовой автомобиль повышенной проходимости с двухскатной ошиновкой задних мостов.
ЗИС-6 был создан на базе грузовика ЗИС-5 (4 × 2). Это была вторая по массовости «трёхоска» (после ГАЗ-ААА) в Красной Армии в 1930-е годы и в начальный период Великой Отечественной войны. С декабря 1933 года до 15 октября 1941 года на автомобильном заводе имени И. В. Сталина было произведено 21 239 единиц ЗИС-6.

## История создания и производства
Прототипом трехосного ЗИСа в начале 1930-х был грузовик АМО-3-НАТИ, созданный на базе двухосного грузовика АМО-3, который был результатом освоения советским производством сборки американских машинокомплектов грузовиков Autocar Dispatch SA, скомпонованных из агрегатов различных американских производителей для рынка Южной Америки, поэтому и предсерийный трёхосный грузовик первоначально обозначался как АМО-6, но в серию пошёл следом за ЗИС-5 уже как ЗИС-6. На прототипе опробовались два варианта ведущих мостов на балансирной подвеске: с конической и червячной парами. Для серийного производства была выбрана червячная пара из-за её компактности, но впоследствии выяснилось, что такой тип передачи сложен в производстве и эксплуатации. Трансмиссия была дополнена 2-ступенчатым редуктором.
Автомобиль имел восемь передач. Это улучшало его проходимость и позволяло повысить тяговые качества при относительно слабом моторе.
Для выпуска ЗИС-6 в ходе 2-й реконструкции завода имени Сталина пришлось создавать дополнительные производственные мощности. ЗИС-6 производили в относительно небольших количествах, прежде всего для армии.
В связи с началом Великой Отечественной войны и приближением войск вермахта к Москве в октябре 1941 производство ЗИС-6 было прекращено. Ни в Миассе, ни в Ульяновске, куда из Москвы эвакуировали оборудование и специалистов завода имени Сталина, организовать производство такой сложной машины не смогли, хотя она была крайне нужна фронту. Её заменили полноприводные трёхосные Studebaker US6, поставляемые в СССР из США по ленд-лизу.

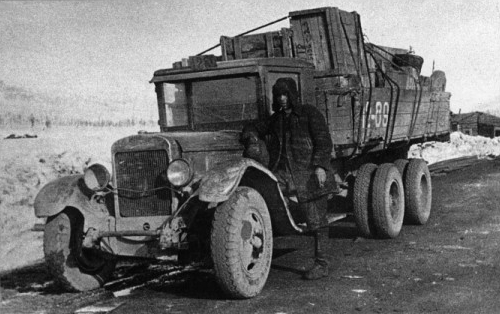
ЗиС-5 с третьим подкатным (6х2) мостом, удлиненными рамой и кузовом, внешне похожий на ЗИС-6 на колымской трассе, 1938 год

## Модификации
В 1935 году на удлинённом шасси ЗИС-6 были собраны два экспериментальных 28-местных автобуса ЗИС-6 «Люкс», в 1939 году на укороченном на 350 мм шасси ЗИС-6К (на базе ЗИС-6) создан экспериментальный бронеавтомобиль БА-11.
В 1940—1941 годах на усиленном короткобазном шасси ЗИС-34 была изготовлена партия из 16 бронеавтомобилей БА-11, в том числе и экспериментальный дизельный БА-11Д. В серию БА-11 должен был пойти в 1941 году, но из-за начала ВОВ фактически остался опытной моделью. На шасси ЗИС-6 также монтировали радиолокатор РУС-2, фургон-радиостанцию, топливозаправщик БЗ-35, применявшийся, в основном, в авиации, передвижную 30-киловаттную электростанцию АЭС-4, прожектор ПО-15-8, звукоулавливатель ЗТ-5, 3-тонный автокран АК-3, автокран «Январец» и так далее.
В 1939—1941 годах сотрудниками РНИИ под руководством И. И. Гвая были проведены работы по созданию на базе ЗИС-6 установки для реактивных снарядов БМ-13 (Катюша). 21 июня 1941 года БМ-13 была принята на вооружение РККА.

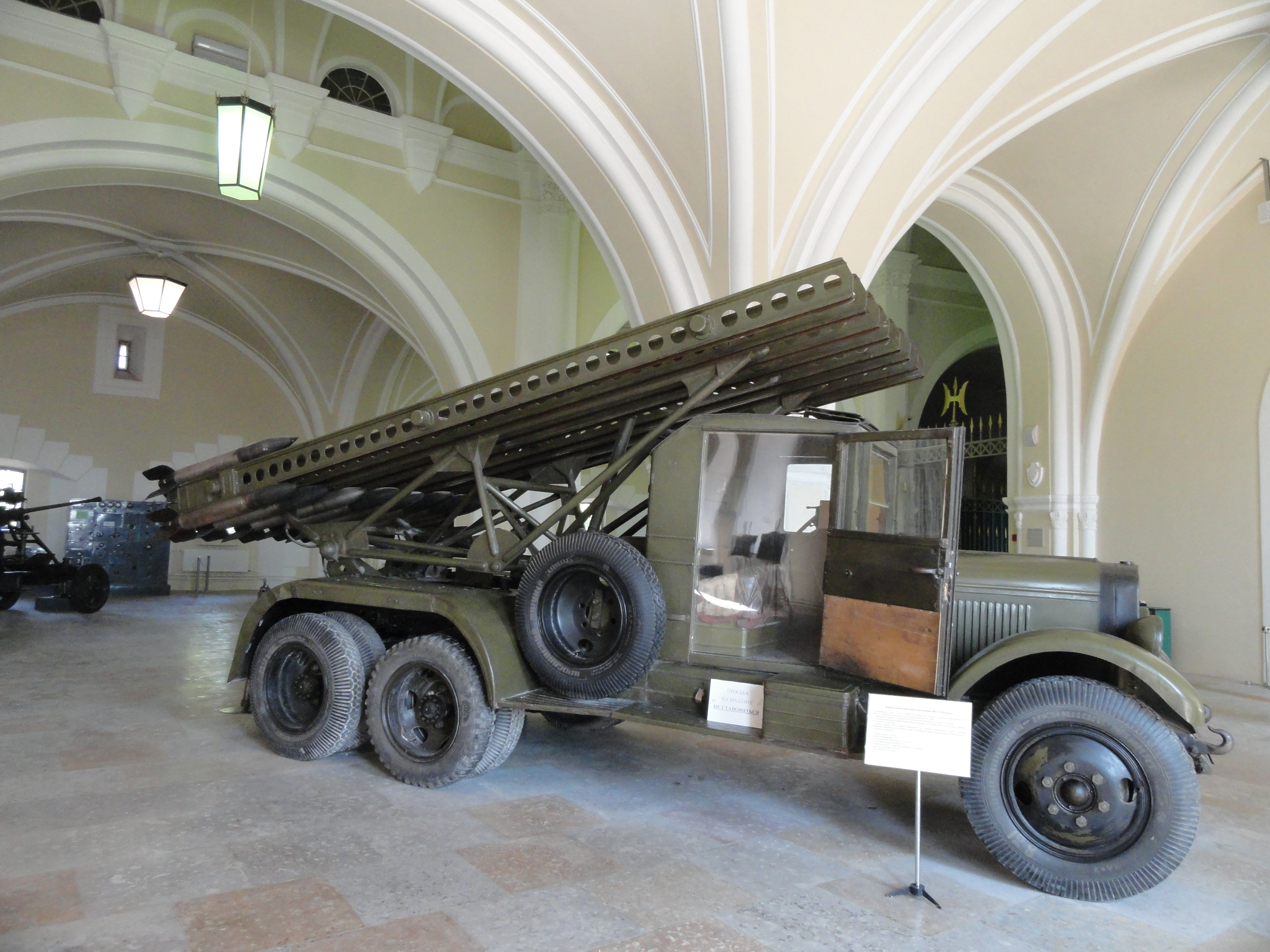
БМ-13-16 на шасси ЗИС-6 в ВИМАИВиВС

## Характеристики
- Погрузочная высота платформы: 1200 мм
- Минимальный радиус поворота по колее переднего наружного колеса, 9 м
- Распределение полной массы на переднюю ось / заднюю тележку: 1670 / 6550 кг
- Контрольный расход топлива: 40 л/100 км
- Шины: 34x7 дюймов